# Ibsen Martínez
Ibsen Martínez Pimentel (Caracas, 20 de octubre de 1951 - Caracas, 11 de septiembre de 2024) fue un narrador, columnista, ensayista y dramaturgo venezolano. Martínez trabajó para diversos medios, entre ellos El Nacional, El Universal, Tal Cual, El Mundo, economía y negocios, Foreign Policy, El Espectador, Fox News, La Nouvelle Revue Française, Revista de Occidente, ABC y La Nación.

## Biografía
Su infancia transcurrió en la urbanización Prado de María, en Caracas. Su madre, María Teresa Pimentel, era maestra normalista y su padre, Luis Roberto Martínez, un empleado bilingüe de oficina en el área comercial de la Phillips Petroleum Company. En 1956, se traslada al oriente del país, cuando la compañía petrolera inicia la campaña de exploración liderada por el geólogo Brendan Hatch.
De niño era aficionado a la lectura. A los 11 años de edad, leyó Las fieras cebadas de Kumaon, de Jim Corbett, el cual resultó inspirador para la carrera de Martínez.
Realizó sus estudios de secundaria en el liceo Fermín Toro, en Caracas. Posteriormente, estudió 6 semestres en la facultad de Matemáticas en la Universidad Central de Venezuela. Durante su estancia universitaria, se dedicó a realizar traducciones de artículos y libros técnicos, lo cual fue suficiente para que el decano de la Facultad de Ciencias, Alonso Gamero, lo contratara para escribir los guiones de radio  del programa del Conicit 10 minutos de ciencia, en la Radio Nacional de Venezuela.
En 1975, militó en el partido Movimiento al Socialismo, en la comisión de propaganda, con el dirigente Teodoro Petkoff. 
Estando en una relación sentimental con una actriz quien era amiga del dramaturgo, actor y director José Ignacio Cabrujas, Martínez tuvo la oportunidad de conocerlo en el propio apartamento de Cabrujas, para un almuerzo, quien entonces vivía en el centro de Caracas, frente al Panteón Nacional. 
El 20 de octubre de 1975, comenzó a trabajar para Cabrujas. El primer encargo fue buscar dos ejemplares de la novela Campeones, de Guillermo Meneses para realizar una adaptación para televisión.
Posteriormente le encargó la letra-tema de una salsa para la novela que en ese momento estaba escribiendo,  La hija de Juana Crespo. Se tituló El macho Camacho; luego Ibsen se incorporaría al equipo de escritores bajo la batuta de Cabrujas, dando inició a su carrera como escritor de telenovelas.

A finales de los años setenta, Ibsen Martínez, Salvador Garmendia, José Ignacio Cabrujas, Román Chalbaud, Aquiles Valera y Egidio Peña se incorporaron como guionistas de las obras dramáticas de RCTV. El propósito, además de la creación de nuevas propuestas, era darle una estructura verista al espectáculo, considerando los hábitos lingüísticos de los venezolanos.
«Antes los cuadros de talento no accedían a la TV, no porque los canales no los aceptaban, sino porque había un definitivo rechazo a la posibilidad de que un intelectual se vinculara a algo tan mass cult como la TV» (Ibsen Martínez. El Nacional, 1977) 
En 1981 escribió su primera pieza teatral: Humboldt & Bonpland, Taxidermistas, dirigida y protagonizada por Juan Carlos Gené; luego, en 1985, La hora Texaco, protagonizada por Pilar Romero y dirigida por Carlos Porte, L.S.D (1988) escrita para el actor Lucio Bueno, quien la protagonizó, Fiero amor (1989), Petroleros suicidas (2011), Como vaya viniendo (2012), Drinking again (2015) y Panamax (2015).

Petroleros suicidas, en 2011, se montó en escena en Caracas y tuvo una buena recepción del público en general. Trataba sobre el activismo político petrolero y el papel de la gerencia de Petróleos de Venezuela durante el paro general en Venezuela de 2002-2003. Sin embargo, causó molestias entre los extrabajadores de PDVSA que la consideraron ofensiva e iniciaron una campaña de reclamos.
«Hay una esquizofrenia colectiva (…) y es que sí, sabemos que somos petroleros, pero no nos explicamos por qué rayos no somos ricos» (Ibsen Martínez. Entrevista sobre Petroleros Suicidas.
En 2015 escribió Panamax, una comedia negra en la cual hace un cuestionamiento a la sociedad venezolana. Fue puesta en escena en septiembre del año siguiente en el Centro Cultural Chacao.
También publicó las novelas: El Mono Aullador de los Manglares (2000), El señor Marx no está en casa (2009), Simpatía por King Kong (2013), dedicada al escritor argentino Juan Forn,una biografía novelada del cantante, bailarín, actor y comediante cubano Kiko Mendive; y la última fue Oil Story (2023),publicada por Tusquets Editores, en Colombia, del Grupo Planeta. 
Oil Story fue publicada 10 años después de su última obra, pues Martínez se vio afectado por un bloqueo intelectual, y una depresión clínica diagnosticada. Con el impulso recibido por su amigo Juan Forn. logró concluirla. Se la dedicó a su hijo Iván Martínez Calcaño y está basada en el argumento de Petroleros suicidas. Consiste en un relato policial que se desarrolla un año antes de la llegada de Hugo Chávez Frías al poder. 
Forn fue importante en la recuperación de Martínez como escritor, tras casi una década sin publicar. Su influencia se manifestó en un acuerdo de escritura en el cual debía enviarle al argentino cada 20,000 palabras que escribiera. Este compromiso ayudó a Martínez a establecer una disciplina en su proceso creativo, algo que había perdido debido a su depresión y bloqueos. Forn no solo actuó como mentor, sino que también ofreció apoyo emocional. Sus palabras fueron descritas como «mágicas» por Martínez, quien sentía una gran desazón antes de retomar la escritura. 
Escribió el guion de la película Ratón de ferretería (1985) y la telenovela Señora (1988). Fue el principal creador y guionista de la telenovela Por estas calles que fue transmitida por el canal RCTV entre 1992 y 1994.
En 2016 fue demandado por el exmilitar y político chavista Hugo Carvajal, junto a un grupo de periodistas y dueños de medios de comunicación, por difamación agravada continuada. Carvajal estaba siendo investigado por la Administración de Control de Drogas de Estados Unidos y decidió emprender acciones legales contra aquellos que habían reseñado o comentado un episodio de detención ocurrido en Aruba, en 2014. Martínez había escrito una columna en el diario Tal Cual, de intención humorística, que relacionaba el apodo del exfuncionario y Los Pollos Hermanos, la franquicia ficticia de la serie televisiva Breaking Bad. Los causa fue admitida y un juez ordenó medidas de prohibición de salida del país para Martínez, que debió exiliarse en Bogotá.
De 2014 a 2023 escribió una columna semanal en el suplemento Ideas del diario El País. Esta colaboración finalizó tras la publicación de una investigación periodística en la que el autor reconocía haber incurrido en maltrato doméstico en el pasado. Este trabajo, basado en el testimonio de una expareja (la escritora Sandra Caula quien, en agosto de 2019, había revelado sobre la agresión que Martínez le ocasionó en el pasado, aunque sin nombrarlo). no precisa nombres, declaraciones, o denuncias de otras personas presuntamente maltratadas.Si ofrece en cambio declaraciones de la historiadora Inés Quintero, con quien sostuvo una de sus relaciones más prolongadas. Quintero afirma que el escritor nunca la agredió, pero que conocía su conducta violenta pues el propio Martínez se lo había contado Martínez admitió públicamente dos agresiones ocurridas a principios y finales de la década de los noventa, y una tercera ocurrida en los años setenta.
A raíz de la referida publicación de El País, la revista literaria El Malpensante también lo retiró de la nómina del medio, en el cual Martínez era colaborador y miembro del consejo editorial.La editorial Tusquets dejó de promover la novela Oil Story. Sólo publicaba una columna semanal en la revista mexicana Letras Libres. 
En marzo de 2024 regresó Caracas, delicado de salud, bajo tratamiento médico. Murió la noche del 11 de septiembre de un infarto agudo de miocardio,en la urbanización Cumbres de Curumo de la ciudad de Caracas.

Tras la muerte de Martínez Enrique Krauze, escritor y director de la revista literaria Letras Libres, escribió: 
«Me estremece de dolor la muerte de Ibsen Martínez.... Ibsen era un novelista, un guionista, un hombre sensible, un poeta. Era un admirable escritor, manejaba con inmensa fluidez la literatura y el pensamiento de habla inglesa». 
Sobre las consecuencias que para el autor tuvieron sus confesiones de maltratos, Krauze añadió:
«Fue tratado injustamente por el tribunal de la Inquisición, que se ha instaurado en el mundo para definir quiénes son culpables y no merecen más que el ostracismo. Lo aislaron miserable, criminalmente. Me enorgullece que haya estado en Letras Libres. Lo recordaré siempre». 
En desarrollo quedaron La llama y el leño, un proyecto teatral sobre la escritora venezolana Teresa de la Parra y la cubana Lydia Cabrera, en el que Martínez trabajaba antes de su fallecimiento. También dejó pendiente La tercera vida de Teodoro Petkoff.sobre el que había escrito un artículo en 2022, sobre su trayectoria. 

## Obra

### Novelas
- El Mono Aullador de los Manglares (2000)
- El señor Marx no está en casa (2009)
- Simpatía por King Kong (2013)
- Oil Story (2023)

### Obras de teatro
- Humboldt & Bonpland, taxidermistas (1981)
- La hora Texaco (1985)
- L.S.D (1988)
- Fiero amor (1989)
- Petroleros suicidas (2011)
- Como vaya viniendo (2012)
- Drinking again (2015)
- Panamax (2015)

### Telenovelas y series
- La hija de Juana Crespo (1977)
- Soltera y sin compromiso (1978)
- Rosa Campos, provinciana (1980)
- Ratón de ferretería (1985)
- Mansión de Luxe (1986)
- Señora (1988)
- Amanda Sabater (1989)
- La pasión de Teresa (1989)
- Por estas calles (1992)
- El perdón de los pecados (1996)
- Nora (2014)

### Guion de cine
- País portátil (1979)

### Libros
- Una segunda opinión: La Venezuela de Chávez (2000) Con Elías Pino Iturrieta y Teodoro Petkoff

## Premios
- Premio Casa de las Américas (2000)
- Premio Internacional de la Fundación José María Arguedas (2009)